# Grupa Azoty Zakłady Chemiczne „Police”

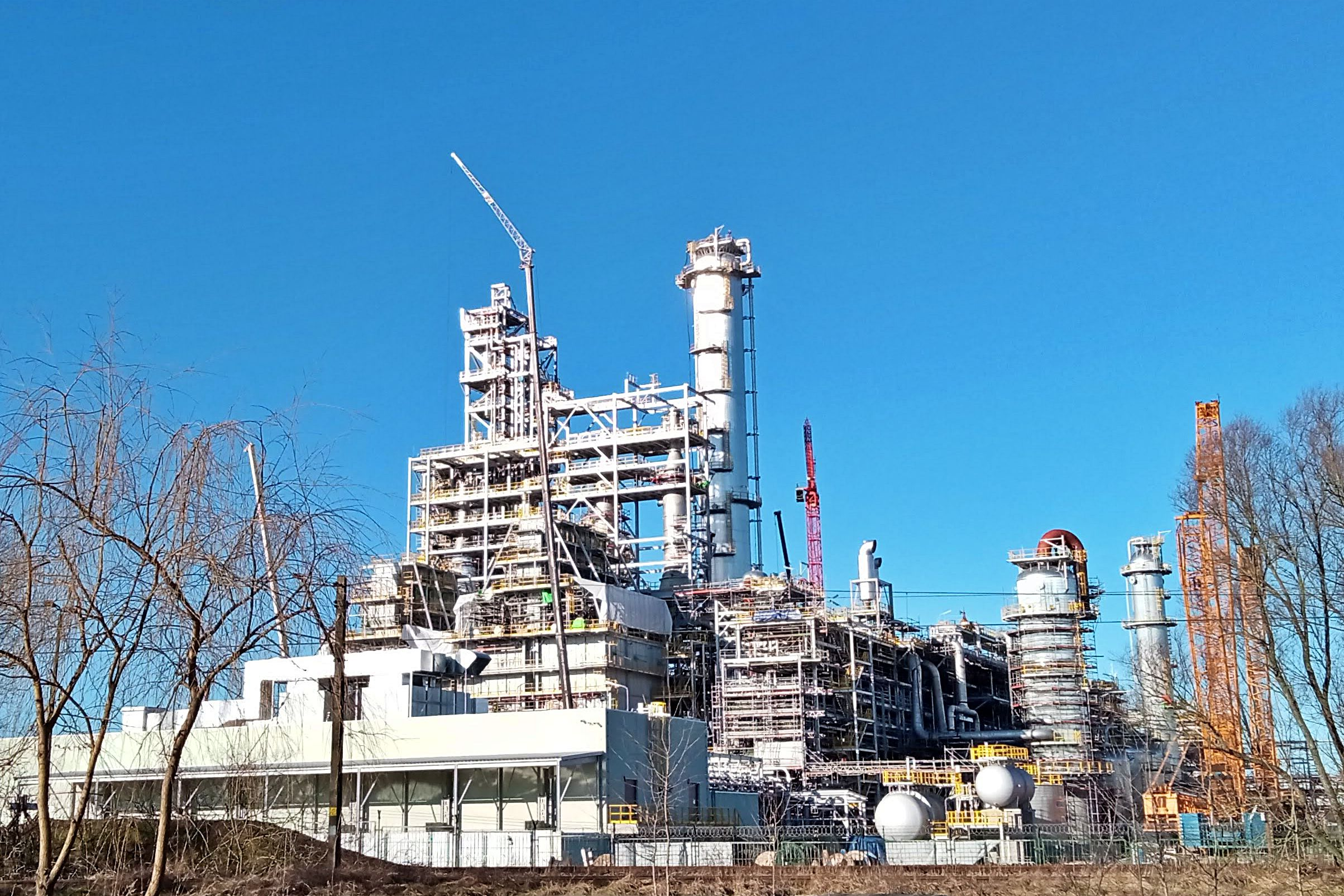
Budowa instalacji polimerów (2022 r.)

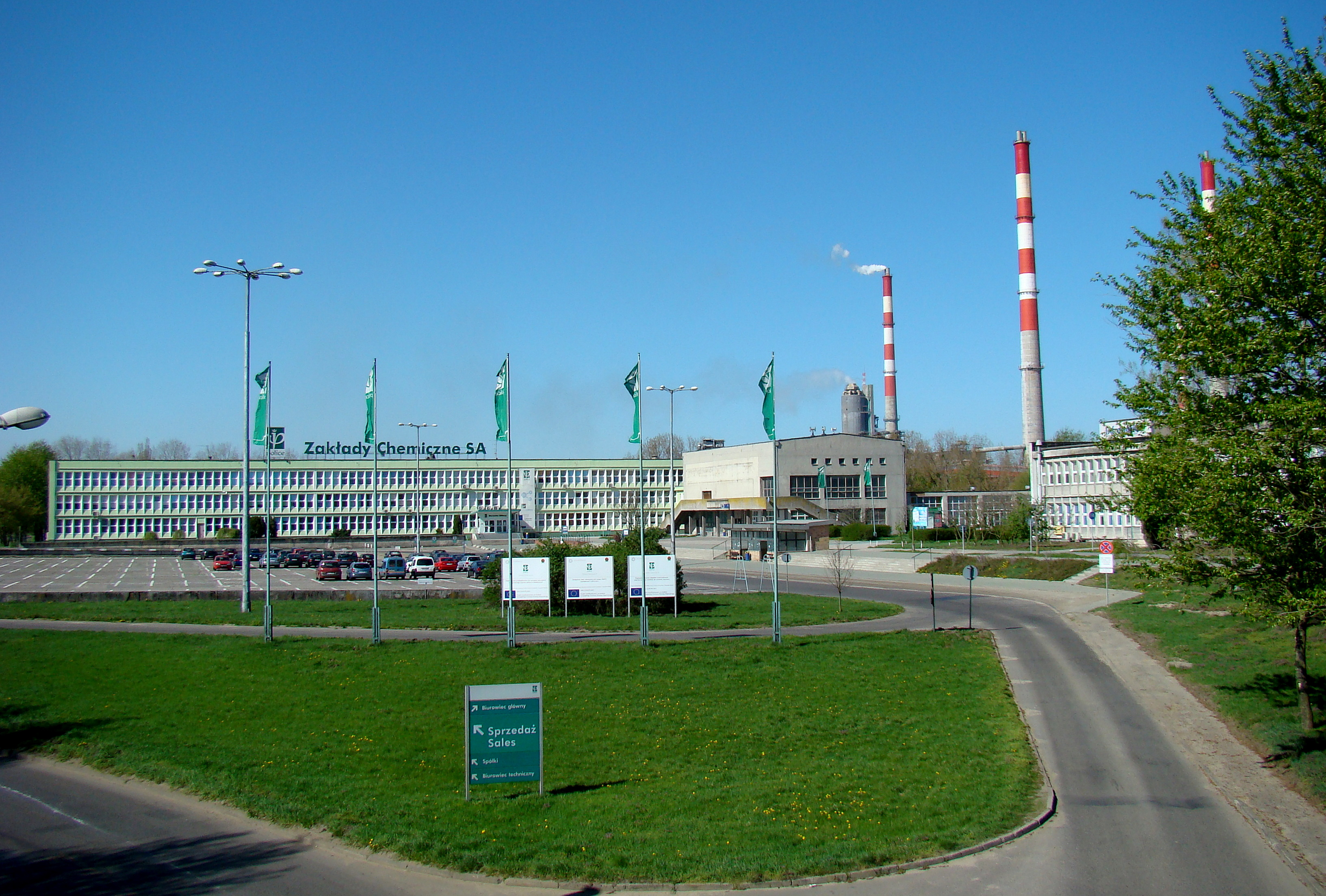
Zakłady Chemiczne Police, ul. Kuźnicka

Grupa Azoty Zakłady Chemiczne „Police” SA, Grupa Azoty Police – polskie przedsiębiorstwo branży wielkiej syntezy chemicznej, istniejące od 1964 r. w Policach. Produkcję rozpoczęło w 1969 r., a w 1995 r. przekształciło się w spółkę akcyjną. Od 14 lipca 2005 r. spółka jest notowana na Giełdzie Papierów Wartościowych w Warszawie. Od sierpnia 2011 r. Grupa Azoty Zakłady Chemiczne „Police” SA wchodzi w skład Grupy Azoty SA.

## Historia
Decyzję o budowie fabryki chemicznej w okolicy zruinowanych Hydrierwerke Pölitz, zajmującej się produkcją nawozów mineralnych, podjęto w 1964 r. Zakłady chemiczne usytuowano między Policami a wsią Jasienica. Budowa kombinatu chemicznego trwała w latach 1964–1970. 22 lipca 1969 r. uruchomiono pierwszy produkcyjny wydział – wytwórnię kwasu siarkowego. W 1970 r. oddano do użytku trzy wytwórnie: kwasu siarkowego, kwasu fosforowego oraz nawozów. Zakłady w Policach jako jedne z pierwszych w kraju wytwarzały nawozy dwuskładnikowe (NP). W kolejnych latach uruchomiono wytwórnię fluorokrzemianu sodu oraz II wytwórnię kwasu fosforowego. W połowie lat 70. udało się wyprodukować nawóz trójskładnikowy NPK. W 1977 r. oddano do użytku Zakład Bieli Tytanowej.
Równocześnie rozwijano bazę logistyczną zakładów m.in. poprzez uruchomienie na rzece Gunica portu barkowego. W latach 80. realizowano inwestycje w ramach budowy kompleksu produkcyjnego: rozpoczęto produkcję amoniaku oraz mocznika, jak również uruchomiono wytwórnię kwasu siarkowego o rocznej zdolności produkcyjnej 500 tys. ton. W zakładach w Policach zaczęto wytwarzanie pierwszego nawozu wieloskładnikowego.
Od 30 grudnia 1995 r. zakłady nawozowe w Policach rozpoczęły działalność pod nową firmą jako Zakłady Chemiczne „Police” Spółka Akcyjna. Akcje przedsiębiorstwa zadebiutowały na Giełdzie Papierów Wartościowych w Warszawie w lipcu 2005 r. Od sierpnia 2011 r. wchodzą w skład Grupy Azoty. W marcu 2015 r. podjęto decyzję o budowie instalacji do produkcji propylenu metodą  katalitycznego odwodornienia propanu (ang. PDH) w ramach projektu Police 2. Szacowana wartość inwestycji wyniesie ponad 1,7 mld złotych.

## Struktura akcjonariatu
Kapitał zakładowy wynosi 1 241 757 680 zł i dzieli się na ok. 124 mln akcji. W lipcu 2021 r. głównymi akcjonariuszami spółki byli:
- Grupa Azoty S.A. – 62,86%
- OFE PZU „Złota Jesień” – 12,96%
- Agencja Rozwoju Przemysłu SA – 13,13%
- Skarb Państwa – 7,47%
- Pozostali akcjonariusze – 3,58%

## Zarząd
- Zarząd od 26 kwietnia 2024 r.[14]
  - Andrzej Dawidowski – prezes zarządu,
  - Paweł Oleksy – wiceprezes zarządu,
  - Jerzy Woliński – wiceprezes zarządu,
  - Anna Tarocińska – członek zarządu.
- Zarząd od 30 kwietnia 2021:
  - Mariusz Grab – prezes zarządu
  - Stanisław Kostrubiec – wiceprezes zarządu (od maja 2021 r.)
  - Michał Siewierski – wiceprezes zarządu
  - Anna Tarocińska – członek zarządu
- Zarząd od 7 kwietnia 2016[15]:
  - Wojciech Wardacki – prezes zarządu
  - Włodzimierz Zasadzki – wiceprezes zarządu (od listopada 2016 r.)
  - Tomasz Panas – wiceprezes zarządu
  - Anna Tarocińska – członek zarządu[16]

- Zarząd spółki w latach 2011–2016[17]:
  - Krzysztof Jałosiński – prezes zarządu
  - Wojciech Naruć – wiceprezes zarządu
  - Rafał Kuźmiczonek – wiceprezes zarządu

## Grupa kapitałowa
Grupa kapitałowa:
W skład grupy kapitałowej Grupa Azoty Police wchodzą:
- Grupa Azoty Police Serwis Sp. z o.o. – 100% akcji
- Grupa Azoty Transtech Sp. z o.o. – 100% akcji
- ZMPP Sp. z o.o.  – 99,91% akcji
- Grupa Azoty Polyolefins S.A. – 34,41% akcji
- KEMIPOL Sp. z o.o. – 33,99% akcji
- PROZAP Sp. z o.o. – 7,35% akcji
- „Budchem” sp. z o.o. w upadłości likwidacyjnej – 48,96% akcji
- „Grupa Azoty Africa” Spółka Akcyjna w likwidacji – 99,99% akcji

## Produkcja i specjalizacja
Grupa Azoty Police produkuje wieloskładnikowe nawozy mineralne oraz nawozy azotowe, a także nawozy wieloskładnikowe, amoniak, kwas fosforowy i siarkowy, biel tytanową i produkty uboczne, takie jak siarczan żelaza i kwas pohydrolityczny.

### Segment AGRO
- Nawozy wieloskładnikowe (NPK, NP) – Polifoska, Polidap,
- Nawozy azotowe (UREA),
- Nawozy azotowe z siarką (NS),

### Segment CHEMIA
- Biel tytanowa.

## Transport
Fabryka korzysta z transportu wodnego (port Police), kolejowego (linia Szczecin – Police – Trzebież) i drogowego (droga wojewódzka nr 114).

## Wsparcie sportu i kultury
Zakłady wspierają kobiecy klub siatkarski Chemik Police, związany z fabryką w Policach. Dodatkowo Grupa Azoty Police wspierała klub piłki nożnej Pogoń Szczecin. Zakłady w Policach były również tytularnym sponsorem hali sportowej w Szczecinie. Spółka współpracuje z uczelniami z województwa zachodniopomorskiego: Uniwersytetem Szczecińskim, Zachodniopomorskim Uniwersytetem Technologicznym, Akademią Morską w Szczecinie, Zachodniopomorską Szkołą Wyższą, a także spoza województwa: Politechniką Warszawską, Politechniką Łódzką, Uniwersytetem Warszawskim i Szkołą Główną Handlową w Warszawie.

## Postacie związane z Zakładami Chemicznymi w Policach
- Krzysztof Jałosiński – prezes zarządu Grupy Azoty Zakładów Chemicznych „Police” SA w latach 2011–2016.
- Kazimierz Drzazga – w latach 1973–1989 mechanik, kontroler aparatury kontrolno-pomiarowej w Zakładach Chemicznych w Policach, w dniach 18–30 sierpnia 1980 r. uczestnik strajku w Zakładach Chemicznych w Policach[27].
- Stanisław Kocjan – 1971–1987 pracownik Zakładów Chemicznych w Policach, od 19 sierpnia 1980 r. uczestnik strajku w Zakładach Chemicznych w Policach[27].
- Aleksander Doba – polski podróżnik, kajakarz, zdobywca i odkrywca, emerytowany pracownik Zakładów Chemicznych Police, wyróżniony tytułem Podróżnika Roku 2014 National Geographic[28][29].
- Władysław Diakun – burmistrz Polic, działacz NSZZ „Solidarność” w zakładach chemicznych w Policach (członek związku od 1980)[30].
- Zygmunt Kwiatkowski – były prezes Elektrowni Puławy Sp. z o.o.[31]
- Paweł Jarczewski – były prezes Grupy Azoty SA, były przewodniczący rady nadzorczej ZCh Police[32].